# آدم‌کش (فیلم ۱۳۸۸)
آدم‌کش فیلمی به کارگردانی رضا کریمی، نویسندگی محمدهادی کریمی و تهیه‌کنندگی محمد پوستی ساخته سال ۱۳۸۸ ایران است.
این فیلم در تاریخ اول دی ۱۳۸۹ بر روی پرده سینما رفته‌است.

## جشنواره‌ها
فیلم آدم‌کش در بیست و هشتمین دوره جشنواره فیلم فجر (۱۳۸۸)در بخش خارج از مسابقه حضور داشته‌است.